# Cabo del Espíritu Santo
El cabo del Espíritu Santo (también llamado cabo Espíritu Santo) es un accidente geográfico que delimita tanto la frontera entre Argentina y Chile,  al extremo sur de la boca atlántica u oriental del estrecho de Magallanes. Se encuentra en el sector norte de la isla Grande de Tierra del Fuego, en la región austral de América.

## Etimología
Su nombre proviene de la embarcación Sancti Spiritu la cual capitaneaba Juan Sebastián Elcano, y pertenecía a fray García Jofre de Loaísa. Dicha nave penetró en el estrecho de Magallanes en enero de 1526 y naufragó en las proximidades del cabo Vírgenes. 

## Descripción geográfica
El cabo del Espíritu Santo es una suave loma que prácticamente no penetra en las aguas marítimas, en un tramo costero netamente rectilíneo, de orientación general noroeste-sudeste. Se encuentra en la región norte de la isla Grande de Tierra del Fuego, caracterizada por sus amplios paisajes, de pampas esteparias sobre llanuras o lomas bajas, casi carentes de elementos leñosos, pues los fuertes vientos y las escasas lluvias solo permiten que crezcan pastizales de pobre cobertura.
El clima es semiárido, con una temperatura media anual de unos 6 °C, las precipitaciones anuales (uniformemente distribuidas) rondan los 260 mm.
La intensidad de las ráfagas puede ser de 70 a 90 km/h pero no es raro que alcancen velocidades superiores a los 120 km/h, soplando principalmente del cuadrante oeste y sudoeste. Posee costas acantiladas, rodeadas de otras más bajas, arenosas y limosas, con abundantes guijarros. Presenta notables amplitudes de marea. Tomando los 5,9 m como nivel medio, registra pleamares de 11 m de máxima con una media de 9,2 m y bajamares de 0,3 m con una media de 2,5 m.

## Faros e instalaciones
En el lado chileno se encuentra el faro Cabo Espíritu Santo, inaugurado en 1968. Era originalmente de fibra de vidrio y de 8 metros de alto, pero en 1997 se instaló una torre de hierro cilíndrica de 9 metros de altura (de color blanco con una franja horizontal roja), logrando así un alcance de 23 millas náuticas. Junto a él se emplaza la casa en la cual habita el personal naval y su familia. Depende de la Tercera Zona Naval. Por vía terrestre, se accede desde Bahía Azul, recorriendo 97 km. Se puede apreciar una hermosa panorámica del océano Atlántico y a lo lejos de la boca oriental del estrecho de Magallanes, y las aves de ese agreste lugar.
En el lado argentino se encuentra el puesto de vigilancia y control de tránsito marítimo Hito 1 de la Armada Argentina, habitado por 3 infantes de marina del Batallón de Infantería de Marina 5 con sede en Río Grande, que son relevados cada 15 días. A unos 800 metros del hito que marca el comienzo del límite internacional en la Tierra del Fuego se encuentra el faro Magallanes, el cual fue librado al servicio el 21 de diciembre de 1976. La torre es una estructura de hierro de 13,5 m de altura, con 7 franjas horizontales amarillas y negras alternadas, situada en una barranca de 40 metros de elevación sobre el nivel del mar. Al pie tenía una casilla para los acumuladores de gas acetileno que le otorgaban un alcance de 12,5 millas. El 19 de agosto de 1993, la empresa "Total S.A." instaló una tubería de gas (que alimentaba la Estación de Control de Tráfico Hito 1), para llevar el fluido hasta un compresor, que cargando una batería, permitía alimentar la linterna del faro. Todo el material de la instalación y equipo compresor, motor y generador, fueron donados por la empresa mencionada. Desde 2001 funciona a energía solar fotovoltaica.

## El proyecto argentino de navegación por aguas propias
Cada cierto tiempo, en Argentina, se intenta reactivar el viejo proyecto fueguino de cruzar al continente navegando por aguas jurisdiccionales argentinas. Primeramente se planteó a través del sistema roll on-roll off entre el puerto de Punta Loyola, a pocos kilómetros de Río Gallegos, y el puerto fueguino de Caleta La Misión, a medio construir en la zona esteparia norte de la isla Grande de Tierra del Fuego. Ante la dilación de las obras del puerto riograndense todo quedó en el olvido tras los anuncios, propuestas y firmas de ocasión; hoy este método fue descartado.
La idea de unir a ambas provincias resurgió hace pocos años. La nueva iniciativa señala que las cabeceras terminales estarían ubicadas en Cabo Espíritu Santo y cabo Vírgenes. Otras de las posibilidades remplaza a este último accidente por la punta Dungeness. El tramo entre estos dos puntos es de 18 millas náuticas, es decir, comprende unos 32 kilómetros de distancia por mar abierto.
La necesidad de una mejor conexión fue aprovechada por el gobierno peronista de Cristina Fernández que llegó a firmar el 23 de julio de 2015 donde se creó un fideicomiso público para el financiamiento de las obras y la firmó el convenio entre el ministerio de economía y las dos provincias involucradas.Actualmente, no se avanzó con ninguna obra ni se logró ningún paso de obra púbica.

## Límites

### Límite binacional
El Tratado de Límites del 23 de julio de 1881 entre la República Argentina y la República de Chile, dispuso que la frontera fueguina entre ambos países sea una línea que coincida con el meridiano de longitud occidental de Greenwich de 68º34’, la cual daría arranque por el norte desde este cabo, en la latitud 52º40’, y se prolongaría hacia el sur hasta tocar el canal Beagle. Dividida así, la isla Grande de Tierra del Fuego sería chilena al occidente de esta línea, y argentina al oriente de la misma.
Los peritos nombrados por la Argentina y Chile, el 8 de mayo de 1890, convinieron que una comisión de ingenieros llevaría a terreno el trazado descrito. Respecto de la cuestión sobre cual era el cabo del Espíritu Santo, en el Protocolo de Límites de 1893, firmado en Santiago el 1 de mayo de 1893, la misma se resolvió marcando el punto de partida sobre su colina de mayor altura:

Presentándose allí, a la vista, desde el mar, tres alturas o colinas de mediana elevación, se tomará por punto de partida la del centro o intermediaria, que es la más elevada, y se colocará en su cumbre el primer hito de la línea demarcadora...

Esto se cumplió colocando allí el Hito Nº I de la Sección I, el 2 de febrero de 1894. En la actualidad este marco es denominado con la Numeración: Hito I-I (Datum: Pilar Astronómico Hito XVIII). Es del tipo de hierro en forma de pirámide de base cuadrada, y cuenta con una altura de 5,4 metros. El suelo de su base (a su vez el punto más alto de este cabo) se encuentra a una cota aproximada de 55,2 metros sobre el nivel medio de sus aguas (52°39′32″S 68°36′28″O / -52.65889, -68.60778).
Del lado chileno las tierras de este cabo pertenecen a la Provincia de Tierra del Fuego, Comuna Primavera, en la Región de Magallanes y la Antártica Chilena.
Del lado argentino las tierras de este Cabo pertenecen a la Provincia de Tierra del Fuego, Antártida e Islas del Atlántico Sur, Departamento Río Grande.
En el Tratado de Paz y Amistad firmado en la Ciudad del Vaticano el 29 de noviembre de 1984 entre Argentina y Chile ambos países pusieron fin a la disputa sobre la boca oriental del estrecho de Magallanes, acordando que el control y la regulación de la navegación de buques por ese estrecho serían administrados solo por Chile. A cambio Chile cedió a la Argentina su derecho sobre las aguas (muy ricas en pesca, petróleo y gas) que desde el cabo del Espíritu Santo hasta punta Catalina se proyectan hacia el Atlántico, las que, por estar claramente más próximas a la costa fueguina chilena, le hubieran correspondido de acuerdo a la Convención de las Naciones Unidas sobre el Derecho del Mar (CONVEMAR). Reservándose eso si, el derecho de libre tránsito y navegación, y sin previo aviso, para sus embarcaciones civiles y militares, por 3 millas de aguas territoriales argentinas (para Chile el mar territorial argentino es de solo 3 millas náuticas), hasta alcanzar aguas internacionales en el Océano Atlántico Sur.

### Incidente de instalación de paneles solares argentinos en territorio chileno
En junio de 2024, Argentina renovó el "Puesto de Vigilancia y Control de Tránsito Marítimo Hito 1" en el hito 1 ubicado en el límite oriental del estrecho de Magallanes en el cabo del Espíritu Santo. La renovación incluyó la implementación de paneles solares los cuales se internan 3 metros en territorio chileno, por lo que Chile reclamó por el incidente.
El embajador argentino en Chile afirmó de que se trató de un error debido a que la empresa encargada de la construcción se habría guiado por un alambrado de una antigua estancia que hubo en la zona en vez de coordenadas satelitales que demarcan límites.
El presidente Boric coincidió con su homólogo argentino, Javier Milei, en la Cumbre de Paz para Ucrania, expresándole el malestar por la situación, a lo cual Milei habría indicado que mandataría al ministerio de relaciones exteriores a remover los paneles solares en la brevedad. Ante la prensa Boric indicaría "deben retirar esos paneles a la brevedad o lo vamos a hacer nosotros".

### Límite oriental del estrecho de Magallanes
La Organización Hidrográfica Internacional publicó en 1926 la 1° edición de Limits of ocean and seas, en la cual señalaba para fines de uniformidad cartográfica que la boca oriental del estrecho de Magallanes era la línea que desde el cabo Vírgenes alcanzaba la Tierra del Fuego siguiendo el mismo meridiano. A propuesta argentina la 3° edición de Limits of ocean and seas (de 1953) modificó ese límite llevándolo a la línea que une el cabo Vírgenes con el cabo Espíritu Santo. La publicación lleva la aclaración que Chile no acepta ese límite.
Si bien hay un proyecto para una posible 4° edición de Limits of ocean and seas, que fuera presentado en 2001, y en el cual se postuló como nuevo límite para la boca oriental del Estrecho oficial de la OHI a Punta Dungeness 

4. South Atlantic Ocean The limit between the South Atlantic Ocean and the Magellan Straits has been amended according to the conclusions in the 1985 Argentina-Chile Peace Treaty, i.e. from Cabo Espiritu Santo (52°39’S - 68°37’W) to Punta Dungeness (52°24’S - 68°26’W).

Dicha nueva edición no logró ser aprobada, por lo que, hasta el momento en que la misma sea ratificada, continúa en vigencia la última edición, que es la del año 1953. 
A pesar de lo anterior, Argentina y Chile reconocen a Punta Dungeness y al Cabo del Espíritu Santo oficialmente como el límite entre el Estrecho de Magallanes y el Océano Atlántico desde la firma del Tratado de Paz y Amistad entre Argentina y Chile de 1984.
En 2021, el gobierno de Argentina presidido por Alberto Fernández emitió el Decreto 457 en el cual se lee en su anexo que sería "fundamental continuar fortaleciendo es el de la exploración, estudio y control conjunto sobre el Estrecho de Magallanes", lo cual motivó una nota de protesta por parte de Chile, ante lo cual, Argentina se comprometió corregir el decreto.
En 2025 durante el gobierno de Javier Milei, Argentina expresó que considera que la administración anterior cometió un "error" respecto a la interpretación de los tratados vigentes al crear tal decreto. y se comprometió a redactar y publicar una nueva "Directiva de Política de Defensa Nacional", que anularía el decreto de 2021.